# وارتوهی شاهسوواریان
وارتوهی شاهسوواریان (ارمنی: Վարդուհի Շահսուվարյան زاده ۹ نوامبر ۱۹۰۵ - درگذشته ۱۳ دسامبر ۱۹۷۹) یک بازیگر و خواننده اپرا اهل ارمنستان بود. وی بین سال‌های تا میلادی تاکنون فعالیت می‌کرد.

## زندگی‌نامه
وی در ۹ نوامبر ۱۹۰۵ در تفلیس به دنیا آمد و از کنسرواتوار دولتی وانو ساراجیشویلی تفلیس فارغ‌التحصیل شد.  وی همچنین برندهٔ جوایزی همچون هنرمند شایسته ارمنستان شوروی (۱۹۵۴) شده است. وی در ۱۳ دسامبر ۱۹۷۹ در سن ۷۴ سالگی در ایروان درگذشت.

## بخشی از فیلمشناسی
از فیلم‌ها یا برنامه‌های تلویزیونی که وی در آن نقش داشته است می‌توان به آثار زیر اشاره کرد.
- برای شرف
- قلب مادر